# Earle B. Mayfield
Earle B. Mayfield (Overton, 1881. április 12. – Tyler, 1964. június 23.) az Amerikai Egyesült Államok szenátora (Texas, 1923–1929).